# تصفيات كأس العالم 2014
كأس العالم لكرة القدم 2014 شهدت مشاركة 32 منتخب. مركز واحد تم تخصيصه للمستضيف، البرازيل، لكن لم يتم منح مقعد مباشر لإسبانيا حاملة اللقب. المقاعد المتبقية الـ31 تم تحديدها من خلال عملية التصفيات، حيث تنافس 207 منتخب من اتحادات الفيفا الست القارية. بحيث يصبح العدد النهائي لمباريات التصفيات المؤهلة لكأس العالم 816 مباراة. أغلب هذه المباريات ستكون ضمن إطار تصفيات هذه القارات، لكن مع لعب عدد محدود من مباريات الملحق القارية في نهاية المسابقة. اختارت منتخبات بروناي، بوتان، غوام وموريتانيا عدم الدخول، وجنوب السودان انضمت للفيفا بعد بدأ التصفيات، وبالتالي لم تستطع المشاركة.
المباراة الأولى بالتصفيات جرت بين مونتسرات وبليز يوم 15 يونيو 2011 وقد سجل المهاجم البليزي ديون ماكاولي أول الأهداف. جدول المباريات الأصلي المنشور كان قد اعتمد أن تلعب 824 مباراة، ولكن بعد انسحاب الباهاما وموريشيوس أصبح العدد 816 مباراة.

## المنتخبات المتأهلة

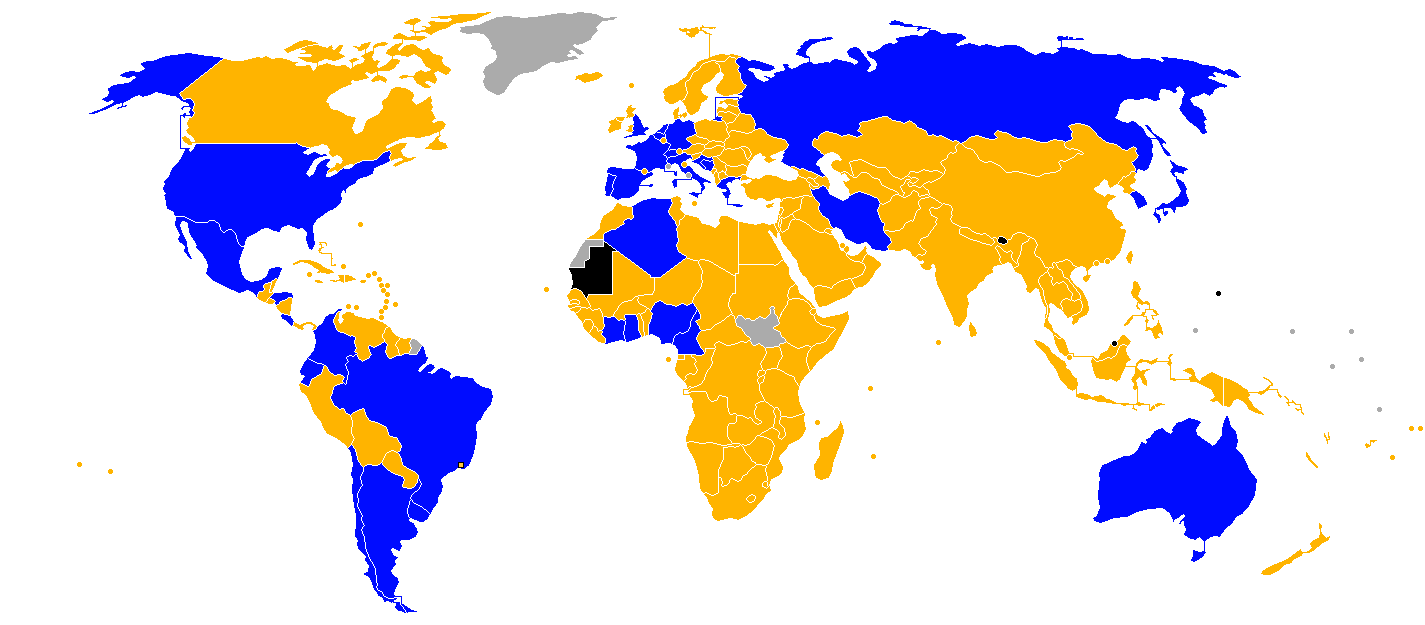
تأهل لنهائيات كأس العالم
فشلت في التأهل
لم تدخل كأس العالم
ليست عضوة في الفيفا

| ترتيب المنتخبات المتأهلة | المنتخب          | طريقة التأهل                              | تاريخ التأهل    | مرات الظهور | آخر ظهور | أفضل نتيجة                                     | تصنيف الفيفا |
| ------------------------ | ---------------- | ----------------------------------------- | --------------- | ----------- | -------- | ---------------------------------------------- | ------------ |
| 1                        | البرازيل         | المستضيف                                  | 30 أكتوبر 2007  | 20          | 2010     | بطل (1958، 1962، 1970، 1994، 2002)             | 11           |
| 2                        | اليابان          | بطل المجموعة 2 بتصفيات قارة آسيا          | 4 يونيو 2013    | 5           | 2010     | دور الـ16 (2002، 2010)                         | 44           |
| 3                        | أستراليا         | وصيف المجموعة 2 بتصفيات قارة آسيا         | 18 يونيو 2013   | 4           | 2010     | دور الـ16 (2006)                               | 57           |
| 4                        | إيران            | بطل المجموعة 1 بتصفيات قارة آسيا          | 18 يونيو 2013   | 4           | 2006     | الدور الأول (1978، 1998، 2006)                 | 49           |
| 5                        | كوريا الجنوبية   | وصيف المجموعة 1 بتصفيات قارة آسيا         | 18 يوينو 2013   | 9           | 2010     | المركز الرابع (2002)                           | 56           |
| 6                        | هولندا           | بطل المجموعة D بتصفيات قارة أوروبا        | 10 سبتمبر 2013  | 10          | 2010     | الوصيف (1974، 1974، 2010)                      | 8            |
| 7                        | إيطاليا          | بطل المجموعة B بتصفيات قارة أوروبا        | 10 سبتمبر 2013  | 18          | 2010     | بطل (1934، 1938، 1982، 2006)                   | 8            |
| 8                        | كوستاريكا        | وصيف تصفيات قارة أمريكا الشمالية          | 10 سبتمبر 2013  | 4           | 2006     | دور الـ16 (1990)                               | 31           |
| 9                        | الولايات المتحدة | بطل تصفيات قارة أمريكا الشمالية           | 10 سبتمبر 2013  | 10          | 2010     | المركز الثالث (1930)                           | 13           |
| 10                       | الأرجنتين        | بطل تصفيات قارة أمريكا الجنوبية           | 10 سبتمبر 2013  | 16          | 2010     | بطل (1978، 1986)                               | 3            |
| 11                       | بلجيكا           | بطل المجموعة A بتصفيات قارة أوروبا        | 11 أكتوبر 2013  | 12          | 2002     | المركز الرابع (1986)                           | 5            |
| 12                       | سويسرا           | بطل المجموعة E بتصفيات قارة أوروبا        | 11 أكتوبر 2013  | 10          | 2010     | ربع النهائي (1934، 1938، 1954)                 | 7            |
| 13                       | ألمانيا          | بطل المجموعة C بتصفيات قارة أوروبا        | 11 أكتوبر 2013  | 18          | 2010     | بطل (1954، 1974، 1990)                         | 2            |
| 14                       | كولومبيا         | وصيف بتصفيات قارة أمريكا الجنوبية         | 11 أكتوبر 2013  | 5           | 1998     | المركز الرابع (1990)                           | 4            |
| 15                       | روسيا            | بطل المجموعة F بتصفيات قارة أوروبا        | 15 أكتوبر 2013  | 10          | 2002     | المركز الرابع (1966 تحت اسم الإتحاد السوفييتي) | 19           |
| 16                       | البوسنة والهرسك  | بطل المجموعة G بتصفيات قارة أوروبا        | 15 أكتوبر 2013  | 1           | أول ظهور | أول ظهور                                       | 16           |
| 17                       | إنجلترا          | بطل المجموعة H بتصفيات قارة أوروبا        | 15 أكتوبر 2013  | 14          | 2010     | بطل (1966)                                     | 10           |
| 18                       | إسبانيا          | بطل المجموعة I بتصفيات قارة أوروبا        | 15 أكتوبر 2013  | 14          | 2010     | بطل (2010)                                     | 1            |
| 19                       | تشيلي            | الثالث بتصفيات قارة أمريكا الجنوبية       | 15 أكتوبر 2013  | 9           | 2010     | المركز الثالث (1962)                           | 12           |
| 20                       | الإكوادور        | الرابع بتصفيات قارة أمريكا الجنوبية       | 15 أكتوبر 2013  | 3           | 2006     | المركز 16 (2006)                               | 22           |
| 21                       | هندوراس          | الثالث بتصفيات قارة أمريكا الشمالية       | 15 أكتوبر 2013  | 3           | 2010     | مرحلة المجموعات (1982، 2010)                   | 34           |
| 22                       | نيجيريا          | فائزة من الدور الثالث تصفيات قارة أفريقيا | 16 نوفيمبر 2013 | 5           | 2010     | مرحلة المجموعات (1994، 1998)                   | 33           |
| 23                       | ساحل العاج       | فائزة من الدور الثالث تصفيات قارة أفريقيا | 16 نوفيمبر 2013 | 3           | 2010     | مرحلة المجموعات (2006، 2010)                   | 17           |
| 24                       | الكاميرون        | فائزة من الدور الثالث تصفيات قارة أفريقيا | 17 نوفمبر 2013  | 7           | 2010     | ربع النهائي (1990)                             | 59           |
| 25                       | غانا             | فائزة من الدور الثالث تصفيات قارة أفريقيا | 19 نوفمبر 2013  | 3           | 2010     | ربع النهائي (2010)                             | 23           |
| 26                       | الجزائر          | فائزة من الدور الثالث تصفيات قارة أفريقيا | 19 نوفمبر 2013  | 4           | 2010     | مرحلة المجموعات (1982، 1986، 2010)             | 32           |
| 27                       | فرنسا            | فائزة في الملحق تصفيات قارة أوروبا        | 19 نوفمبر 2013  | 14          | 2010     | بطل (1998)                                     | 21           |
| 28                       | البرتغال         | فائزة في الملحق تصفيات قارة أوروبا        | 19 نوفمبر 2013  | 6           | 2010     | المركز الثالث (1966)                           | 14           |
| 29                       | اليونان          | فائزة في الملحق تصفيات قارة أوروبا        | 19 نوفمبر 2013  | 2           | 2010     | مرحلة المجموعات (1994)                         | 15           |
| 30                       | كرواتيا          | فائزة في الملحق تصفيات قارة أوروبا        | 19 نوفمبر 2013  | 4           | 2010     | المركز الثالث (1998)                           | 18           |
| 31                       | المكسيك          | فائزة في الملحق العالمي                   | 20 نوفمبر 2013  | 14          | 2010     | ربع النهائي (1970، 1986)                       | 24           |
| 32                       | الأوروغواي       | فائزة في الملحق العالمي                   | 20 نوفمبر 2013  | 12          | 2010     | بطل (1930، 1950)                               | 6            |

## طريقة التأهل
- أوروبا (الاتحاد الأوروبي) - 13 مقعدا: قسمت المنتخبات المشاركة إلى 9 مجموعات، أبطالها يتأهلون مباشرة إلى كأس العالم. بينما خاض أفضل ثمانية منتخبات أصحاب المركز الثاني الدور الثاني. الفرق الثمانية وزعت على 4 مواجهات ذهاب وإياب، المنتخبات الأربعة الفائزة تأهلت إلى كأس العالم.
- آسيا (الاتحاد الآسيوي) - 4 مقاعد ونصف: بحيث تأهل بطل المجموعة ووصيفها مباشرة إلى كأس العالم، بينما لعب ثالث المجموعة مع ثالث المجموعة الأخرى في مباراتين، الفائز منها واجه خامس الترتيب في قارة أمريكا الجنوبية.
- أمريكا الجنوبية (اتحاد أمريكا الجنوبية) - 4 مقاعد ونصف: تلعب المنتخبات العشرة الأخيرة في مجموعة واحدة بحيث تأهلت المنتخبات الأربعة الأوائل مباشرة إلى كأس العالم، بينما تنافس المركز الخامس على التأهل عندما واجه المتأهل من الملحق الآسيوي. بينما تأهلت البرازيل مباشرة بكونها الدولة المستضيفة.
- أفريقيا (الاتحاد الإفريقي) - 5 مقاعد: قسمت الفرق على 10 مجموعات، بحيث تأهلت بطل كل مجموعة للدور المقبل. المنتخبات العشرة المتأهلة وضعت في 5 مواجهات ذهاب-و-إياب الفائز من كل مواجهة تأهل مباشرة لكأس العالم.
- أمريكا الشمالية والوسطى والكاريبي (اتحاد أمريكا الشمالية): 3 مقاعد ونصف: تقسم المنتخبات إلى 3 مجموعات تأهل بطل ووصيف المجموعة إلى الدور المقبل. بحيث شاركت جميعها في مجموعة واحدة، تأهل أصحاب المراكز الثلاثة الأولى مباشرة لكأس العالم بينما لعب صاحب المركز الرابع مباراة الملحق مع المتأهل من تصفيات قارة أوقيانوسيا.
- أوقيانوسيا (اتحاد أوقيانوسيا) - نصف مقعد: حيث لعب بطل تصفيات قارة أوقيانوسيا مع رابع الترتيب في تصفيات قارة أمريكا الشمالية والوسطى والكاريبي.

### ملخص التصفيات
|                |                              |                                |                                   |                 |                      |                      |  |  |
| الاتحاد القاري | المنتخبات التي بدأت التصفيات | المنتخبات التي تأهلت للنهائيات | المنتخبات التي لم تتأهل للنهائيات | المجموع النهائي | تاريخ بداية التصفيات | تاريخ نهاية التصفيات |  |  |
| AFC            | 43                           | 4                              | 39                                | 4               | 29 يونيو 2011        | 20 نوفمبر 2013       |  |  |
| CAF            | 52                           | 5                              | 47                                | 5               | 11 نوفمبر 2011       | 19 نوفمبر 2013       |  |  |
| CONCACAF       | 35                           | 4                              | 31                                | 4               | 15 يونيو 2011        | 20 نوفمبر 2013       |  |  |
| CONMEBOL       | 9+1                          | 5+1                            | 4                                 | 5+1             | 7 أكتوبر 2011        | 20 نوفمبر 2013       |  |  |
| OFC            | 11                           | 0                              | 11                                | 0               | 22 نوفمبر 2011       | 20 نوفمبر 2013       |  |  |
| UEFA           | 53                           | 13                             | 40                                | 13              | 7 سبتمبر 2012        | 19 نوفمبر 2013       |  |  |
| المجموع        | 203+1                        | 31+1                           | 172                               | 31+1            | 15 يونيو 2011        | 20 نوفمبر 2013       |  |  |

## وصلات خارجية
- مباريات ونتائج كأس العالم لكرة القدم البرازيل 2014 على الاتحاد الدولي لكرة القدم.com
- قرعة التصفيات التمهيدية